# Aszur-nirka-da’’in (gubernator Aszur)
Aszur-nirka-da’’in (akad. Aššur-nīrka-da’’in, w transliteracji z pisma klinowego zapisywane najczęściej maš-šur-GIŠ-ka-KALAG-in; tłum. „Aszurze, wzmocnij swe jarzmo!”) - wysoki dojtojnik za rządów asyryjskiego króla Sargona II (722-705 p.n.e.), gubernator prowincji Aszur; z asyryjskich list i kronik eponimów wiadomo, iż w 720 r. p.n.e. sprawował urząd limmu (eponima).